# Museu de les atrocitats de guerra americanes
El Museu de les atrocitats de guerra americanes és a la vila de Sinchon, a Corea del Nord. Està consagrat a la conservació i a la preservació de la memòria històrica de les víctimes de la matança de Sinchon, que va ser comesa contra els civils nord-coreans quan l'Exèrcit estatunidenc va ocupar la regió durant la guerra de Corea, entre el 17 d'octubre i el 7 de desembre de 1950. Va causar la mort de 35.000 persones, un quart de la població de la regió.

## El Museu
El Museu va ser fundat el 26 de març de 1958. És un centre d'educació antiimperialista destinat a informar als nord-coreans de les atrocitats i bestialitats comeses pels soldats americans durant la guerra i es basa en el testimoni dels supervivents de la massacre. Està constituït d'uns edificis, un refugi antiaeri i un cementiri. Hi ha fotos, quadres, pintures i objectes que són exposats a les 16 sales del primer edifici i a les tres sales del segon edifici, que havia estat abans la seu local del partit. És en aquest indret que 900 persones varen ser tancades a dins d'un búnquer i cremades.
Mostra també altres incidents. A la seu de la milícia, 520 persones varen ser aplegades a dins un refugi antiaeri, després varen ser tancades i mortes amb explosius. Sobre el pont de Soktang, 2.000 persones varen ser assassinades quan tractaven de travessar el pont. Els cossos van ser llançats al riu. Al poble de Wonam, 400 dones i 102 infants van ser tancats a dins d'un magatzem i cremats. El cementiri dedicat a les 400 dones i infants és al costat del museu.
El museu mostra igualment la sort de 100 dones llançades des de la presa de Sowon, i de 120 persones que van ser tancades a dins una cova i cremades. Documenta també la destrucció sistemàtica de la regió: 5.484 cases cremades, 618 tallers, edificis públics i sistemes d'irrigació destruïts així com el robatori de 962 caps de bestiar.
Les agressions americanes cap al poble coreà constitueixen el segon tema presentat per aquest museu. Mostra també les activitats dels missioners cristians, l'ocupació de Corea després de la Segona Guerra Mundial, la guerra de Corea i la resistència actual contra l'ocupació de la península. Es va donar el cas de l'estudiant sud-coreà Rim Su-kyong qui va donar un discurs davant el museu l'any 1989 per fer avançar la reunificació i que va ser condemnat a 10 anys de presó quan va tornar a Corea del Sud.
|  |  |  |  |

## La matança
El desenvolupament de la massacre ha estat resumit en un documental retransmès pel canal de televisió sud-coreà Munhwa Broadcasting Corporation, MBC. Aquestos esdeveniments varen començar amb l'arribada de les tropes americanes des del paral·lel 38, 
l'octubre de 1950, després de la retirada de l'Exèrcit popular de Corea. Els soldats americans, ben armats, van fer matar aleshores totes les persones sospitoses de ser comunistes, mestres i alumnes, i també llurs famílies. El 17 d'octubre, els americans arriben; el tercer batalló del 19è regiment va ocupar Sinchon. Aquest batalló i els seus membres consideraven que tots els nord-coreans eren perillosos comunistes. Anaven acompanyats per una unitat de la policia secreta sud-coreana. Ben aviat es va organitzar la caça i l'extermini de la població sospitosa. Més endavant, les matances augmentaren en intensitat. Els supervivents que van fugir de la regió van ser bombardejats per l'aviació nord-americana. Després de la conquesta de Sinchon, els sospitosos d'haver estat comunistes van patir represàlies.